# Hanság

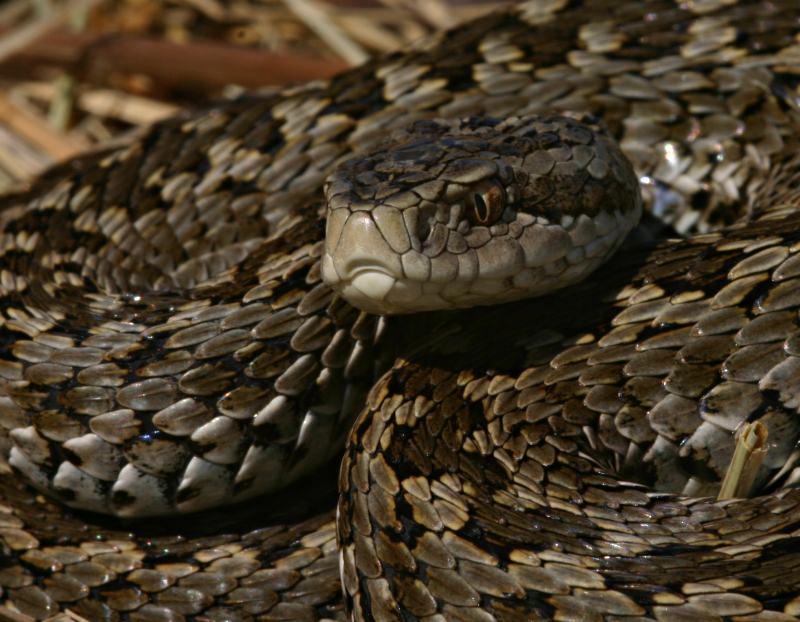
Rákosi vipera a Hanságban

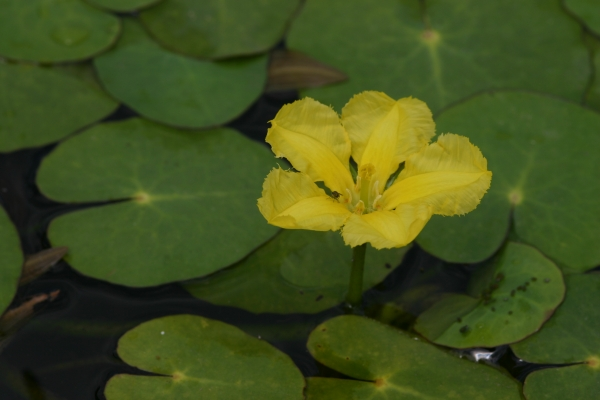
Tündérfátyol a Hanságban

A Hanság (németül: Waasen vagy Wasen) a Fertő tó medencéjének folytatása keleti irányban a Duna és a Rába hordalékkúpjai között. Természetes folytatása a Fertőzug (Seewinkel) Ausztria Burgenland tartományának területén.
Hossza 55 km, szélessége 17,5 km. 98 000 katasztrális holdnyi területe a nyugati nagyobb és a keleti kisebb medencére oszlik. Alapja a pleisztocén kori homokos folyókavics. A tőzeges, mocsaras felszínből 52 kavics- és homoksziget (gorond) áll ki. Mélysége 1-1,5 méter. A lecsapolás előtt sok nyíltvize, tava volt. Táplálói: az Ikva, a Rábca (Répce). Fővízlevezető csatornája a Fertő-csatorna. Lecsapolása és szabályozása már a 18. században megkezdődött.
A 19. század elején a Monumenta Hungarica második kötetében a Hanságot úgy jellemezték, mint ahol csak savanyú sás és nád létezik, és „az egész kaszálót inkább csupa zsombékokból öszveállott úszó földnek mondanád, mint rétnek”. A Hanságban járó szekerek alatt megsüllyed a talaj („mintha hintázna rajta az ember s meg meg felemelkedik a szekér után”). A szomjas munkás pedig egy kilyukasztott hosszú nádszállal tiszta vizet ihat.

## A Hanság kialakulása
A Hanság kettős medencéjének kialakulása a harmadkor végén kezdődött meg. Ekkor a Dunántúl felületének nagy részét az agyagos-homokos pannóniai tábla borította. A harmadkor végén a pannóniai tábla északnyugati része medenceszerűen lezökkent, a keletkezett süllyedékben pedig egy tó alakult ki. A tó nem volt hosszú életű, mert a belé ömlő folyók, különösen a Duna őse, nagyon gyorsan feltöltötték hordalékukkal. A Duna hatalmas, Pozsonytól Győrig, illetve Komáromig elterülő hordalékkúpja, illetve a Rába hordalékkúpja alakította ki a Fertő és a Hanság medencéit. A felszín végleges formáját a szél alakította ki, munkájának nyomai jól láthatók az északnyugati-délkeleti irányú homokhalmokon.
A Fertő medencéjének vízzel való feltöltődését a Vulka és a nyugatra elhelyezkedő hegyekből eredő patakok végezték, a Hanság medencéit pedig a délről érkező, medrét vesztő Ikva, Répce töltötte fel. A két terület vízrajzilag szoros kapcsolatban volt egymással Pomogy és Eszterháza között, a vízszint pedig többé-kevésbé azonos lehetett. Ha túl sok víz került a Fertőbe, akkor a felesleg átfolyt a Hanságba, onnan pedig a Győrsövényház és Lébény közötti peremen keresztül a határozatlan, kanyargós mederben a Rábába, majd a Dunába került. A Hanságot és a Rábát összekötő időszakos vízfolyás a Rábca. A Duna legmagasabb vízállásánál a vízszint magasabb a Fertő és a Hanság medencéjénél, így nagyobb árvízkor a víz széles folyam gyanánt nyomult fel a Rábcán keresztül a Hanságba, majd a Fertőbe. Apadáskor az egész vízrendszer megfordult.
A Hanságban állandó vízfolyás nem volt. A medrüket vesztő, beérkező folyók vízzel töltötték fel a nagyobb talajmélyedéseket, kisebb-nagyobb tavak alakultak ki. Csapadékosabb időjárás esetén akár 400 km²-nyi vízfelület is kialakulhatott. A Hanság valamikori kiterjedésére csak meglehetősen pontatlan becslések vannak, mert a határokat csak nagyon szubjektíven lehetett meghúzni időszakos jellege miatt, illetve az akkori mérések meglehetősen pontatlanok voltak. Valószínűleg pontosan becsüljük meg a valamikori kiterjedést, ha a medence kiemelkedő peremén épült községek vonalát követjük. Így a nyugati medencét Bősárkány, Pusztasomorja-Jánossomorja, Mosontarcsa (Andau), Mosontétény (Tadten), Valla (Wallern), Fertőd, Agyagosszergény, Osli határolhatta, a keleti medencét pedig Bősárkánytól a déli oldal felé indulva a mai Rábcakapi, Fehértó, Győrsövényház, Lébény határolhatta. Az így lehatárolt terület mintegy 55 000 ha kiterjedésű.

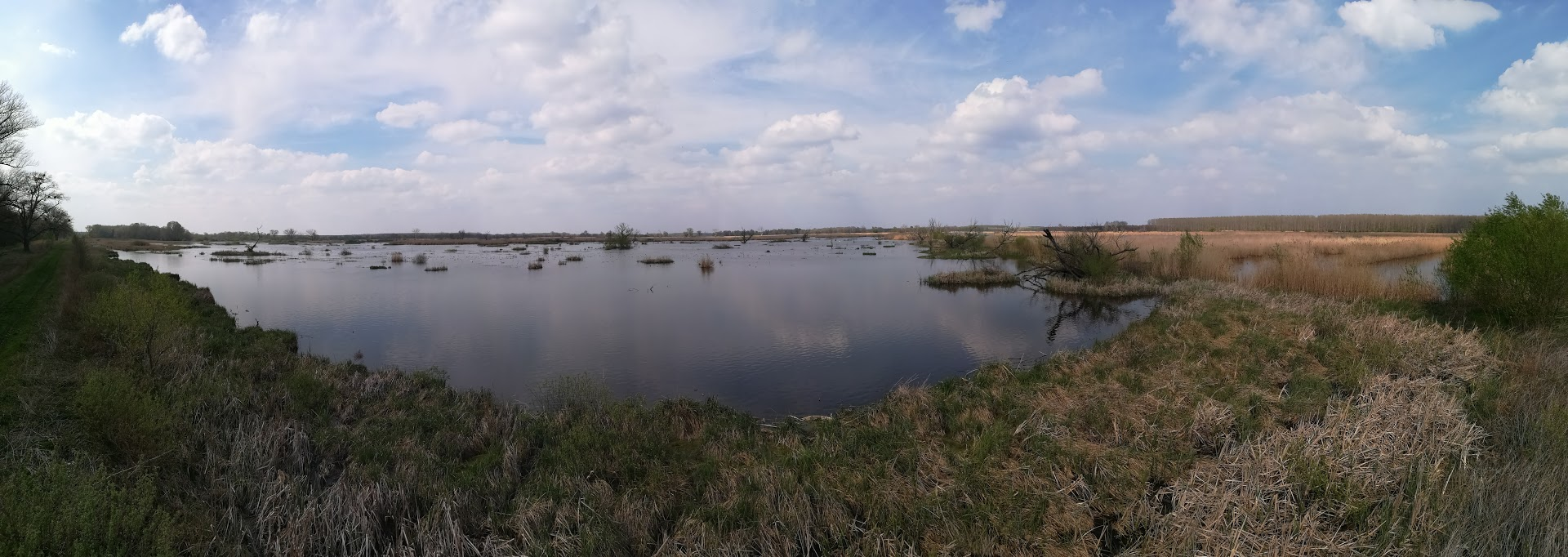
Az osli hany

Az ingadozó vízjárást bizonyíthatja a valamikor Hanság belső területeiről előkerülő római és honfoglalás kori települések, úthálózatok nyomai, amelyek alacsony vízállás alatt keletkezhettek. A Hanságban kialakuló 3–4 m mély tavak közül a legnagyobb a Király-tó volt, mely a medence legmélyebb pontját foglalta el. A tavak között nagy kiterjedésű nádasok, gyékényesek és sásosok uralták a területet, a tavak jellemző képződményei voltak az úszó szigetek. A Fertő és a Hanság ingadozó vízállása, a Duna áradásai évszázadokon keresztül megkeserítették a környékbeli parasztok életét. Áradásokkor akár több ezer hektár termőföldet is elboríthatott a víz. A nagy mezőgazdasági károk miatt többször is felvetődött az árvizek elleni védekezés gondolata.

## A Hanság lecsapolása
Az áradások és a mocsarak lecsapolásának gondolata már a 17. században felmerült. Már Mária Terézia uralkodása alatt is számos törvény született a feliszapolódott folyómedrek megtisztítására, de számottevő cselekvés nem történt. A Rába és a Hanság mocsárvilágának rendezésére az első összefüggő, részletes tervezetet Freman Maxim készítette 1762-ben. Javaslata szerint az egyetlen lehetőség a Hanság és a Fertő lecsapolására, ha a tóból a Duna felé egy csatornát ásnak. Emellett javasolja a Kis-Rába közvetlen elvezetését a Rábcába, illetve a Rábca teljes szabályozását. Tervezetének hátránya, hogy a technikai nehézségek miatt roppant költséges volt, így a tulajdonosok ellenállása miatt lehetetlen volt megvalósítani. Ennek ellenére a lecsapolás gondolata megmaradt és innen kezdve folyamatosan napirenden volt.
A szabályozás első lépésének lehet tekinteni a Pomogy-Eszterháza töltés megépítését (1777-1780). Az építtetés Eszterházy Pál herceg nevéhez fűződik, aki eszterházi kastélyának könnyebb megközelíthetőségét akarta elérni. Egyes irodalmakban tévesen úgy értékelik a rőzse- és rönkutat, hogy ezzel elválasztották a Hanság és a Fertő vizeit, de a valóságban a töltésbe húsz hidat építettek a víz szabad közlekedésének biztosítására. A töltés tervezői gondoltak arra, hogy a Fertő felől érkező vizek állandó nyomását a töltés nem bírná ki. A töltés megépítését kezdetben nem támogatta Sopron vármegye, de végül biztosította a szükséges munkaerőt. Moson vármegye sokáig vitatta a töltés közhasznúságát és károsnak tartotta a vármegyére, de végül a második ellenőrző bizottság jelentésének eredményeképp elfogadta szükségességét.
A Hanság csatornázásának megkezdését nagyban elősegítették az 1785-1786-os nagy árvizek, amikor a mocsár elérte a legnagyobb kiterjedését. Az árvíz még a Pomogy-Eszterháza töltést is átszakította és csak 1787-re sikerült helyreállítani. A hatalmas károk eredményeképp a Fertő és a Hanság mocsarainak kiszárítása folyamatosan napirenden volt a megyegyűléseken. A három megye, Sopron, Győr és Moson vármegye megbízta Hegedűs Antalt a mocsarak felmérésével és a szabályozási tervezett elkészítésével. Az elkészült tervet a megyék felterjesztették a helytartótanácshoz, amely hozzájárult a megvalósításhoz. A terv alapja az volt, hogy a Hanságot tápláló folyók eredeti medrét meg kell tisztítani és az Ikva, Répce és Kis-Rába vizeit egy főcsatornán a Rábcába vezetni. A munkálatok 1795-ben meg is kezdődtek Bősárkány és a régi Király-tó közötti szakaszon. A munka azonban nagyon lassan haladt, mert a szükséges pénzt (2000 Ft/év) nem sikerült mindig összeszedni. A megvalósítást minden eszközzel hátráltatta Győr és Moson vármegye is, mert abban a meggyőződésben voltak, hogy a készülő csatorna a vizeket az ő földjeikre vezeti. A munka ennek ellenére folytatódott és 1813-ra elkészült a Rábca-csatorna Királytótól a Nagy-Égererdőig terjedő szakasza is. 1800 és 1813 között szabályozták a Hanságba ömlő folyók alsó szakaszát is. Az elkészült csatornák állapotának megőrzéséről azonban senki nem gondoskodott, így a 20-as évekre nagyrészt használhatatlanokká váltak. A következő években érdemleges munkák nem történtek, de az ismétlődő áradások miatt több új tervezetet (Wittman, 1824; Beszédes, 1826) készítettek. A tervezetek sorsáról 1826-ban a bősárkányi gyűlésen kellett volna dönteni, ez teljes zűrzavarba torkollott. 1831-ben Kecskés Károlyt bízták meg a Hanság újbóli felmérésével és a lecsapolás megtervezésével. Tervezete, mely soha nem valósult meg 1838-ra készült el. Mérései szerint a Hanság és a Fertő együttes kiterjedése 10 négyzetmérföld. Terve ellentétben a korábbi tervekkel nem csupán a víz félreszorításán alapul, hanem a Hanság vizeinek levezetését is javasolja. Véleménye szerint a Rábca folyását meg kell tartani, de nem a Rábába, hanem közvetlenül a Kis-Dunába kell vezetni, hosszát a kanyarulatok átvágásával 18 km-rel kell csökkenteni. A tervezet megvitatására 1839-ben Győrben terveztek vitát, de ez sem járt sikerrel részben a megyék, részben a birtokosoknak a költségek megosztásán kialakult vitája miatt.
Ezután hosszú időn át csak helyi viszonylatban jelentős munkálatok folytak. Több kisebb csatornát ástak az óvári és az Eszterházy uradalmak területén. 1878-ban Meiszner Ernő készített nagyszabású tervet, melyet Rábaszabályozó Társulat elfogadott, de megvalósítását csak fokozatosan, a szükségességnek megfelelően támogatta. 1886-ban indult meg a Meszner-féle terv módosításával a Rábca kotrása, majd a Hanság-főcsatorna építését kezdték meg 1892-ben és három évvel később 1895-ben be is fejezték. A pomogyi hídtól a Fertőbe nyúló szakaszt 1910-ben építették csak meg.
A 20. század első felében tovább folytak a lecsapolási munkálatok, ami elsősorban a meglévő belvízmentesítő, illetve öntöző csatornahálózat mélyítésében, karbantartásában, illetve újabb levezető árkok ásásában nyilvánult meg. Ezek a munkálatok még a második világháború után is folytak a KISZ táborok (1958-1967) keretében, elsősorban az Észak-Hanság területén. Ekkor alakult ki a Hanság mai vízrajzi képe. A Hanság jelenlegi természeti viszonyait és a gazdálkodási lehetőségeket egyaránt meghatározza a lecsapolórendszer. A hosszadalmas előzmények után megvalósult beavatkozások a betorkolló vízfolyásoknak a medence peremén létesítendő, a vizeket közvetlenül a Duna felé elvezető övcsatorna létesítését elvetették. Ehelyett a medence legalacsonyabban fekvő részén épült ki a vízelvezető rendszer. Ezáltal a mélyebben fekvő területek hasznosítása érdekében olyan alacsony szinten szabályoz, hogy a magasabban fekvő területeket nyár derekán gyakran aszály sújtja.

## Természetvédelem a Hanságban

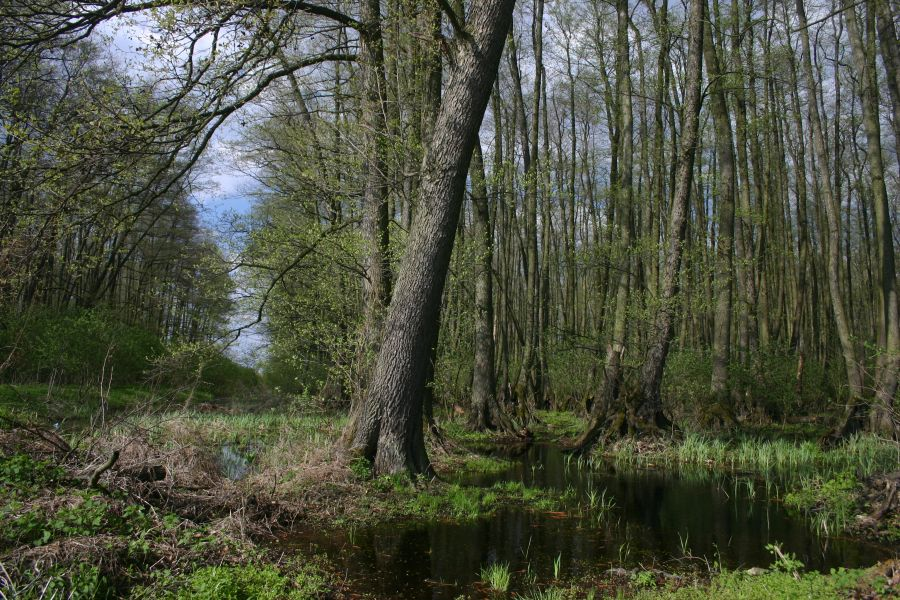
Csíkos éger

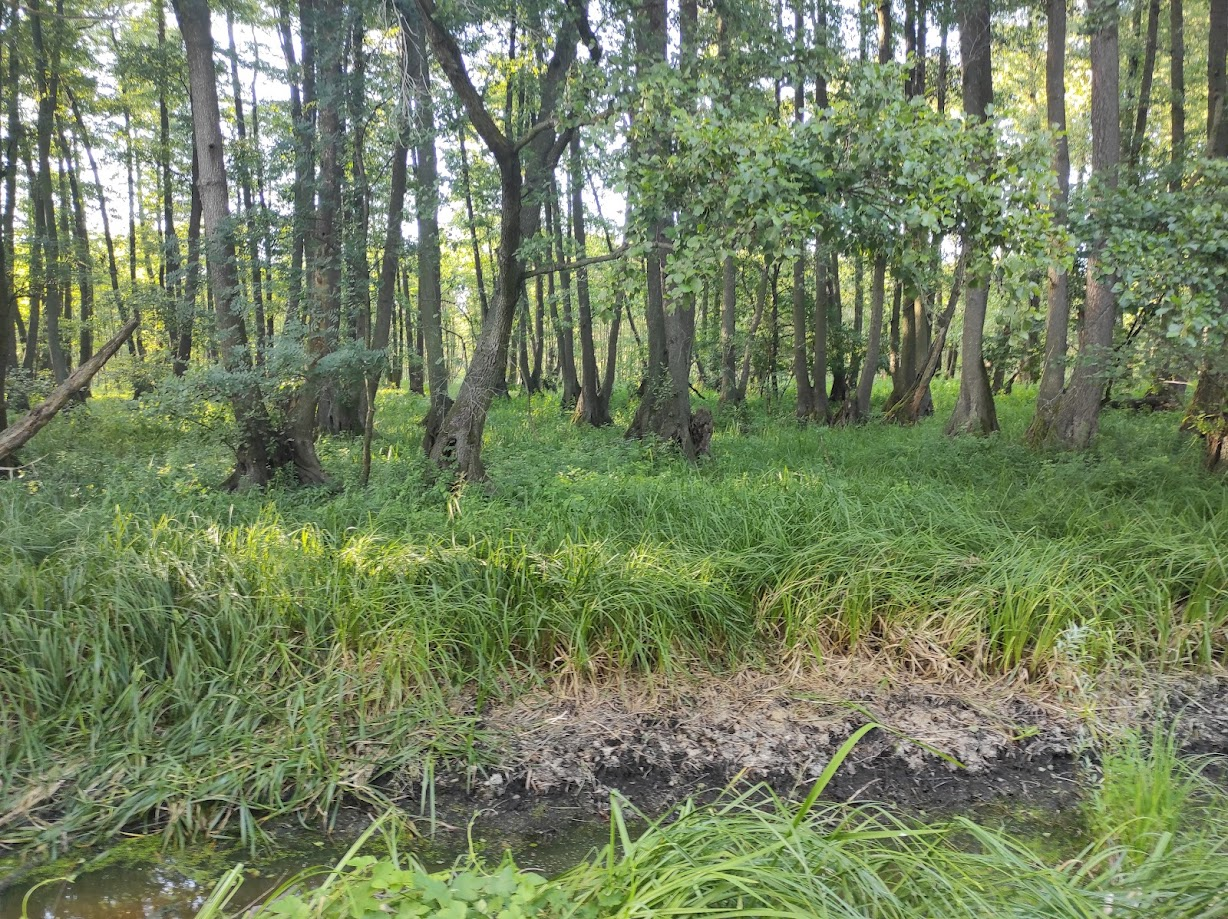
Éger erdő a Hanságban

A Hanságban a Nemzeti Park az egykor hatalmas lápvilág lecsapolások után is fennmaradt láperdeit, láprétjeit, lápi tavait és az itt található gazdag növény és állatvilágot védelmezi és gondozza. Az emberi beavatkozástól sokat szenvedett táj még napjainkban is rengeteg látnivalóval szolgál az érdeklődőknek. Az egykori vízes élőhelyek gazdag ökoszisztémájának helyreállítására vállalkozott a Nemzeti Park akkor, amikor a Hanság láprekonstrukciós munkákat elindította. Az eredeti állapotok helyreállítására irányuló beavatkozásnak az első eredményeit Bősárkány községtől északra, a Rábca folyó mellett lehet megszemlélni (Nyirkai-Hany). Az elárasztott terület növény- és állatvilágának látványos változásain keresztül az egykori „Hany” újjászületésének lehetünk tanúi.
Fertő–Hanság Nemzeti Parknak a Répce-mente a Nemzeti Park legkisebb mozaikja. A védett terület a folyó egy bizonyos partszakaszán található ártéri mocsárrétek és az ország legnagyobb tőzikés ligeterdőjét rejti. A Fertő–Hanság Nemzeti Park működési területén turisztikai szempontból is fontos tájvédelmi körzetek és természetvédelmi területek találhatók.
A park egyes részei szabadon, önállóan is bejárhatók, más részeire viszont csak előzetes bejelentkezés után, szakvezető kíséretével lehet bejutni.

## Külső hivatkozások
- https://web.archive.org/web/20070926230821/http://kelet-hansag.celodin.hu/
- https://web.archive.org/web/20070927222439/http://www.arrabonet.gyor.hu/gyms/hansag/
- http://www.ferto-hansag.hu/
- https://web.archive.org/web/20071018175036/http://jelesnapok.neumann-haz.hu/prod/unnep/a_hansagcsatorna_epitesenek_megkezdese__1894
- Hanság Kapuja Alapítvány: osztálykirándulás, gyermektábor